# Dones soviètiques a la Segona Guerra Mundial
Les dones soviètiques van tenir un paper important a la Segona Guerra Mundial (el front oriental del qual era conegut com a Gran Guerra Patriòtica a la Unió Soviètica). Mentre que moltes dones treballaven en la indústria, el transport, l'agricultura i altres funcions civils (treballavant en dobles torns per alliberar els homes que s'alistaven per lluitar i per augmentar la producció militar), un nombre considerable de dones van servir a l'exèrcit. La majoria d'elles ho feien en unitats mèdiques.
Hi va haver 800.000 dones que van servir a les forces armades soviètiques durant la guerra, que era aproximadament el 3% del personal militar total. El nombre de dones en l'exèrcit soviètic el 1943 va ser de 348.309, 473.040 el 1944, i després de 463.503 el 1945. Del personal mèdic de l'Exèrcit Roig, el 40% dels paramèdics, el 43% dels cirurgians, el 46% dels metges, el 57% dels assistens sanitaris i el 100% de les infermeres eren dones. Prop de 200.000 van ser condecorades i 89 van acabar rebent el màxim guardó de la Unió Soviètica, Heroi de la Unió Soviètica, entre les quals algunes van ser aviadores, franctiradores, armeres, membres de la tripulació de tancs i partisanes, així com en funcions auxiliars.

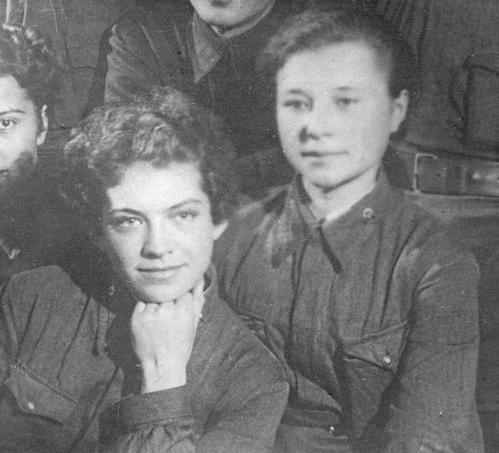
Les franctiradores Natàlia Kovxova i Maria Polivànova es van convertir en heroïnes pòstumes de la Unió Soviètica després de suïcidar-se en batalla per evitar ser capturades per les forces alemanyes
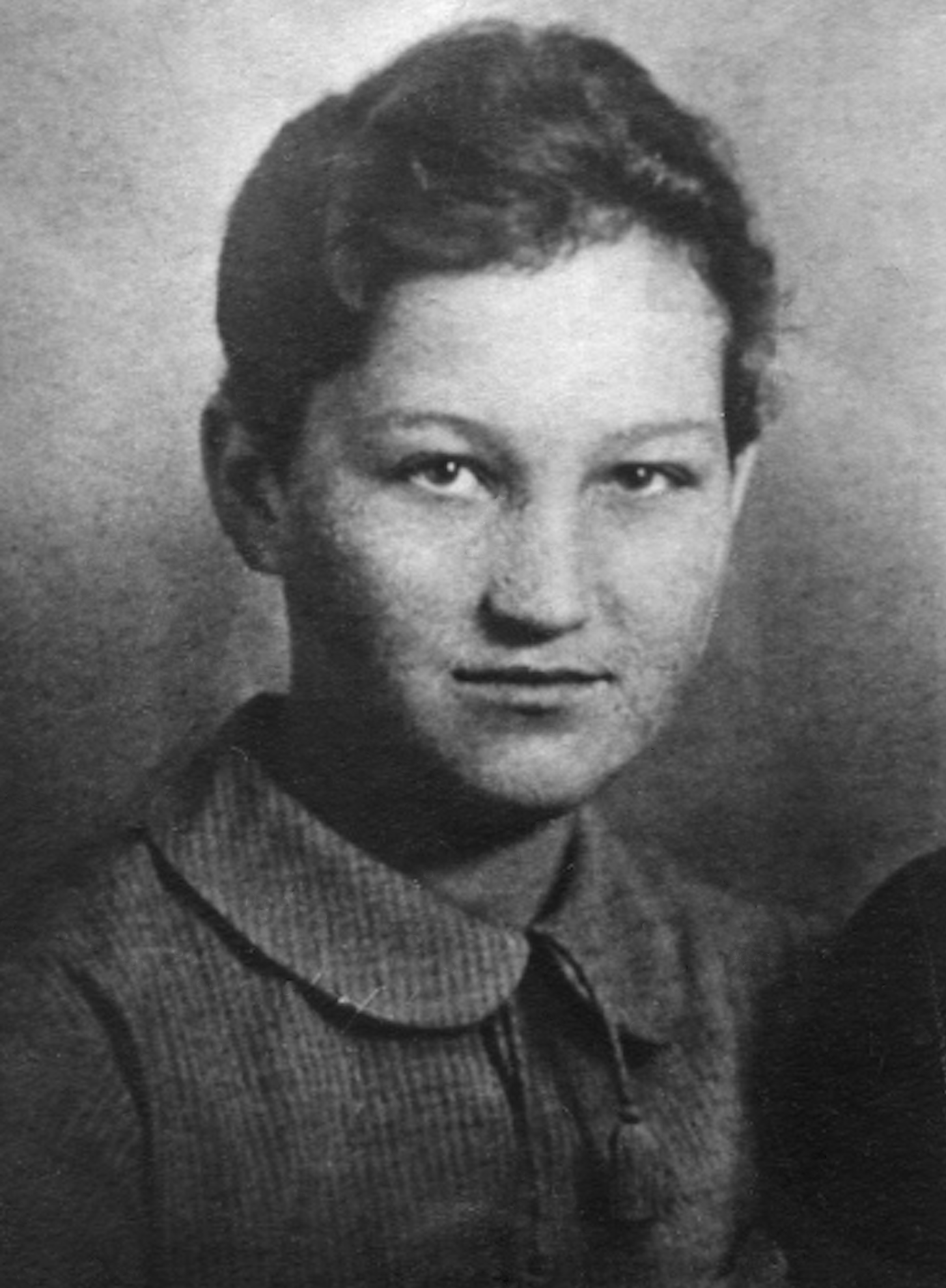
La partisana Zoia Kosmodemiànskaia va ser una de les partisanes més coneguda als mitjans soviètics

Al principi, quan Alemanya va atacar la Unió Soviètica el 22 de juny de 1941, milers de dones que es van presentar voluntàries van ser obligades a tornar a casa. Tot i això, després de massives pèrdues davant l'Operació Barba-roja, les actituds van haver de ser canviades, garantint un paper més gran per a les dones que volien lluitar. En les primeres etapes de la guerra, la ruta més ràpida per avançar en el servei militar per a dones era el servei en unitats mèdiques i auxiliars.

## Aviadores
Entre les dones aviadores soviètiques, una de les més importants va ser Marina Raskova, sovint coneguda com l'Amelia Earhart russa. Raskova es va fer famosa com a pilot i navegant a la dècada del 1930. Va ser la primera dona que es va convertir en navegant de la Força Aèria Roja el 1933. Un any després, va començar a ensenyar a la Acadèmia Aèria de Zhukovsky, també com la primera dona. Quan va esclatar la Segona Guerra Mundial, hi va haver nombroses dones que es van formar com a pilot i moltes es van oferir immediatament voluntàries. A Raskova se li atribueix la seva connexió personal amb Ióssif Stalin per convèncer els militars de formar tres regiments de combat per a dones. No només les dones serien pilots, sinó que el personal de suport i les enginyeres d'aquests regiments també ho serien. Tot i que s'havia previst que els tres regiments estiguessin formats exclusivament per dones, només el 588è va ser un regiment totalment compost per dones.
La Unió Soviètica va ser la primera nació que va permetre a les dones pilot volar en missions de combat. Aquests regiments amb uns força de gairebé un centenar d'aviadores, van realitzar 30.000 missions de combat, van sorgir almenys vint heroïnes de la Unió Soviètica, i van incloure dues asos de combat. Aquesta unitat militar es va anomenar inicialment Grup d'Aviació 122 mentre que els tres regiments van rebre formació. Després de la seva formació, els tres regiments van rebre les seves designacions formals de la següent manera:
- El 586è Regiment d'Aviació de combat: Aquesta unitat va ser la primera a prendre part en combat (el 16 d'abril de 1942) dels tres regiments femenins i va participar en 4.419 missions de combat (125 batalles aèries i 38 baixes). Lídia Lítviak i Kàtia Budànova van ser assignades a la unitat abans d'incorporar-se al 437 IAP en els combats contra Stalingrad, i es van convertir en les dues úniques dones asos de combat del món (amb cinc victòries cadascuna, tot i que la propaganda soviètica reclama 12 i 11 victòries respectivament), ambdues volant el Iàkovlev Iak-1 (I-26).

- El 46è Regiment «Taman» de Guàrdies de Bombarders Nocturns: era el més conegut dels regiments i estava comandat per Ievdokia Berxànskaia. Originalment va començar el servei com a 588è Regiment de Bombarders Nocturns, però es va redissenyar el febrer de 1943 com a reconeixement per al servei que comptabilitzaria gairebé 24.000 missions de combat al final de la guerra. El seu avió era el Polikàrpov Po-2, un biplà obsolet. Els alemanys van ser els que les van donar el nom amb el qual són més conegudes, «Les bruixes de la nit» (Nachthexen).

- El 125è Regiment de Guàrdies de Bombarders: Marina Raskova va comandar aquesta unitat fins a la seva mort en combat, i després la unitat va ser assignada a Valentín Markov. Va començar el servei com a 587è Regiment d'Aviació de Bombarders fins que se li va donar la designació de Guàrdies el setembre de 1943.

## Forces terrestres
La Unió Soviètica va desplegar a les dones com a franctiradores i amb diverses funcions d'infanteria. Entre 1941 i 1945, un total de 2.484 franctiradores soviètiques van actuar en aquest paper, de les quals unes 500 van sobreviure a la guerra. El seu compte combinat d'alemanys abatuts és d'almenys 11.000. Les franctiradores més famoses durant la guerra van incloure Liudmila Pavlitxenko i Rosa Xànina.
Les dones servien freqüentment com a metgesses i personal de comunicació, i en petit nombre com a artilleres, comissàries polítiques, conductores de tancs i en altres parts de la infanteria. Manshuk Mametova va ser una tiradora amb metralladora del Kazakhstan i va ser la primera dona asiàtica que va obtenir el títol Heroïna de la Unió Soviètica. Mariya Oktyabrskaya i Aleksandra Samussenko eren conductores de tancs. Tatyana Kostyrina va abatre més de 120 alemanys i va comandar un batalló d'infanteria el 1943 després de la mort del seu comandant. Abans de la seva dissolució el 1944, la 1a Brigada de Fusells Voluntaris separats per a dones va desplegar milers de dones en diverses funcions de combat.

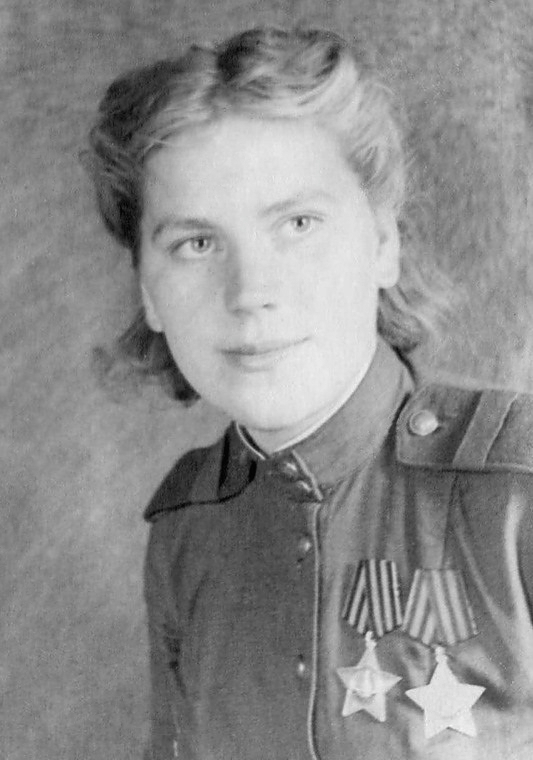
Rosa Xànina es va graduar a l'Escola Central d'Entrenament de Franctiradores i va ser acreditada amb 59 morts confirmades
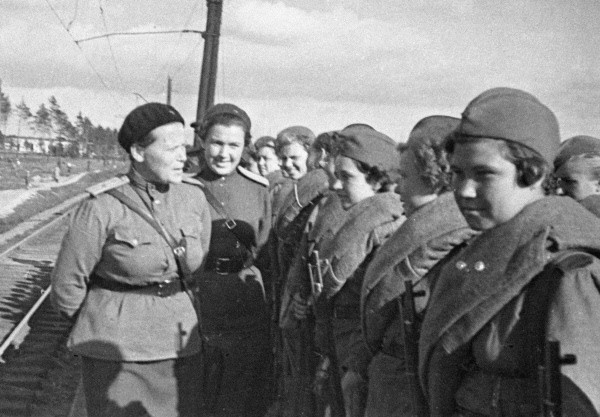
Abans de sortir al front. La cap del departament polític de l'Escola Central d'Entrenament de Franctiradores parla amb les noies que parteixen al front

Com a resposta a les altes baixes que van patir els soldats homes, Stalin va permetre la planificació que substituiria els homes per dones en segones línies de defensa, com ara en canons antiaeris i ajuda mèdica. Aquests proporcionaven passarel·les a través de les quals les dones podien implicar-se progressivament en combat. Per exemple, les dones formaven un 43% dels metges, que de vegades havien de portar rifles per retirar els homes de la zona de combat. A través de petites oportunitats com aquesta, va augmentar en nombre de dones en l'exèrcit, i van arribar a ser 500.000 en un moment donat cap al final de la guerra.

## Partisanes
Les dones constituïen un nombre important de partisanes soviètiques. Una de les més famoses va ser Zoia Kosmodemiànskaia. L'octubre de 1941, encara estudiant de secundària de 18 anys a Moscou, es va oferir voluntàriament a una unitat partisana. Al poble d'Obukhovo, a prop de Naro-Fominsk, Kosmodemiànskaia i altres partisanes van creuar la primera línia i van entrar al territori ocupat pels alemanys. Va ser arrestada pels nazis per una força de combat a prop del poble de Petrischevo (Oblast de Moscou) a finals de novembre de 1941. Kosmodemiànskaia va ser torturada salvatgement i humiliada, però no va donar els noms dels seus camarades ni el seu nom real (afirmant que s'anomenava Tanya). Va ser penjada el 29 de novembre de 1941. Es va afirmar que abans de la seva mort, Kosmodemiànskaia va pronunciar un discurs amb les paraules clausurables: «Hi ha dos-cents milions de persones; no ens podeu penjar a tots!» Kosmodemiànskaia va ser la primera dona a convertir-se en Heroïna de la Unió Soviètica durant la guerra (16 de febrer de 1942).
La dona més jove que es va convertir en una heroïna de la Unió Soviètica va ser també una lluitadora per la resistència, Zinaïda Portnova. Va estar de visita a una tia quan els alemanys van envair i va quedar atrapada darrere de les línies alemanyes. El 1942, amb 15 anys, després de veure la brutalitat de les tropes ocupants, Portnova es va incorporar al moviment partisà de l'RSS de Belarús. Amagava armes per als partisans, distribuïa pamflets i realitzava sabotatges. El gener de 1944 va ser capturada. Va disparar a un dels seus captors mentre intentava escapar, però va ser capturada i assassinada, poc després del seu 18è aniversari. El 1958, Portnova va ser convertida pòstumament en una heroïna de la Unió Soviètica. Hi ha un monument a la ciutat de Minsk i alguns destacaments del Moviment de Pioners juvenil van rebre el seu nom.

## Dones soviètiques destacades durant la Segona Guerra Mundial
- Aleksandra Boiko
- Aleksandra Samussenko
- Anna Yegorova
- Antonina Khudyakova
- Danutė Stanelienė
- Galina Búrdina
- Galina Petrova
- Irina Levchenko
- Irina Sebrova
- Khiuaz Dospanova
- Klavdiya Nazarova
- Larisa Ratushnaya
- Larisa Rozanova
- Lidia Ruslanova
- Lydia Litvyak
- Lyolya Boguzokova
- Lyubov Shevtsova
- Maguba Syrtlanova
- Manshuk Mametova
- Marina Chechneva
- Marina Raskova
- Mariya Borovichenko
- Mariya Dolina
- Mariya Kislyak
- Mariya Oktyabrskaya
- Mariya Osipova
- Mariya Smirnova
- Matrena Necheporchukova
- Nadezhda Popova
- Nadezhda Troyan
- Nadezhda Volkova
- Nadejda Júrkina
- Natalya Meklin
- Nina Gnilitskaya
- Nina Lobkovskaya
- Nina Petrova
- Nina Raspopova
- Nina Sosnina
- Nina Ulyanenko
- Nora Chegodayeva
- Olga Sanfirova
- Olga Yamshchikova
- Polina Gelman
- Raisa Aronova
- Raisa Azarh
- Raisa Belyayeva
- Rufina Gasheva
- Saide Arifova
- Tamara Konstantinova
- Tamara Pamyatnykh
- Tatyana Baramzina
- Tatyana Kostyrina
- Tatyana Makarova
- Tatyana Marinenko
- Ulyana Gromova
- Valentina Grizodubova
- Vera Belik
- Vera Kharuzhaya
- Iefrossínia Zénkova
- Yekaterina Budanova
- Yekaterina Mikhailova-Demina
- Yekaterina Ryabova
- Yekaterina Zelenko
- Yelena Kolesova
- Yelena Mazanik
- Yelena Ubiyvovk
- Yevdokiya Nikulina
- Yevdokiya Nosal
- Yevdokiya Pasko
- Yevdokiya Rachkevich
- Yevgeniya Rudneva
- Yevgeniya Zhigulenko
- Zibà Ganíeva
- Zinaida Portnova
- Zoya Parfyonova